# Verina

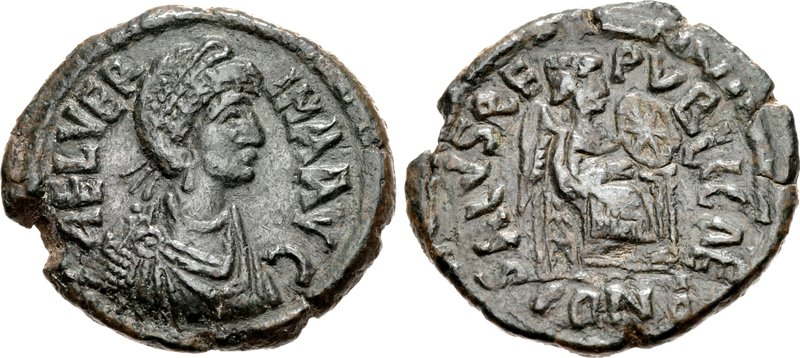
Münze mit dem Kopf der Verina

Aelia Verina (* 432; † 484) war die Ehefrau des byzantinischen Kaisers Leo I.

## Leben
Durch ihre Tochter Ariadne war Verina die Schwiegermutter des Kaisers Zenon. Über ihre Herkunft ist nichts bekannt.
Sie unterstützte schon ihren Schwiegersohn, als der junge Kaiser Leo II., dessen Sohn und ihr Enkel, noch lebte, wandte sich aber nach dessen Tod 474 gegen ihn. Gemeinsam mit ihrem Liebhaber Patricius, ihrem Bruder Basiliskos, dem Isauriergeneral Illus und dem General Theoderich Strabo verschwor sie sich gegen Zenon und zwang ihn 475 zur Flucht aus Konstantinopel. Basiliskos wurde kurze Zeit Kaiser, bis Verina 476 mit Zenon wieder Frieden schloss.
Nun wandte sich Verina gegen Illus, der die Verschwörung entdeckte und sie mit Zenons Zustimmung ins Gefängnis warf. Dies wiederum führte zu einem Aufstand ihres Schwiegersohnes Markian, eines Enkels des gleichnamigen Kaisers, in dem dieser aber unterlag. Der jüngere Markian ging danach ins Exil.
483 forderte Zenon Illus auf, Verina freizulassen, woraufhin Illus sich mit Verina verbündete (wohl aufgrund der Sympathien des Kaisers für die Monophysiten) und einen General Leontius zum Kaiser erhob, den Zenon aber ebenfalls schlug. Illus und Verina flohen nach Isaurien, wo sie 484 starb.